# Francesco Nori
Francesco Nori (1565 – 30 de dezembro de 1631) foi um prelado católico romano que serviu como bispo de San Miniato (1624–1631).

## Biografia
Francesco Nori nasceu em Florença, Itália, em 1565 e foi ordenado sacerdote em 1603. No dia 11 de março de 1624, foi nomeado bispo de San Miniato durante o papado de Urbano VIII. A 27 de maio de 1624, foi consagrado bispo por Ottavio Bandini, cardeal-bispo de Palestrina, tendo Alessandro del Caccia, bispo de Pistoia, e Tommaso Ximenes, bispo de Fiesole, servindo como co-consagradores. Nori serviu como bispo de San Miniato até à sua morte a 30 de dezembro de 1631.